# Темна Вежа V: Вовки Кальї
«Вовки Кальї» (англ. Wolves of the Calla) — п'ятий том з серії романів американського письменника  Стівена Кінга про Темну Вежу, яку Кінг презентує як свій Magnum opus. Роман опубліковано в 2003 році. Українською опубліковано видавництвом Книжковий клуб «Клуб сімейного дозвілля» в 2010 р.

## Анотація до книги

### Україна
П'ята книга легендарного циклу Стівена Кінга. Роланд Дескейн прямує до Темної вежі через ліси Серединного світу на південний схід. Шлях приводить мандрівника та його друзів до містечка Калья Брин Стерджис. Але за пасторальним фермерським краєвидом панує загрозлива пітьма. Звідти приходять Вовки, які крадуть дітей, забираючи їх до Краю грому. Опиратися їм дуже ризиковано, але стрільцям не звикати до ризику…

## Короткий зміст
Роланд і його безстрашні друзі продовжують свою подорож світами. На їхньому шляху зустрічається селище Калья.
Скоро сюди прийдуть істоти, яких називають вовками, і заберуть із собою половину дітей містечка.
Стрілець обіцяє допомогти їх врятувати. Але чи зможе він зупинити вовків?

## Український переклад
- Стівен Кінґ. Темна вежа V: Вовки Кальї. Переклад з англійської: Олена Любенко. Харків: Книжковий Клуб «Клуб Сімейного Дозвілля», 2010. 720 с. ISBN 978-966-14-0584-3
- (2-ге видання) Стівен Кінґ. Темна вежа V: Вовки Кальї. Переклад з англійської: Олена Любенко. Харків: Книжковий Клуб «Клуб Сімейного Дозвілля», 2015. 717 с. ISBN 978-966-14-0584-3
- (3-тє видання) Стівен Кінґ. Темна вежа V: Вовки Кальї. Переклад з англійської: Олена Любенко. Харків: Книжковий Клуб «Клуб Сімейного Дозвілля», 2021. 720 с. ISBN 978-617-12-8596-5